# 東郷久義 (俳優)
東郷 久義（とうごう ひさよし、1898年3月26日 - 没年不詳）は、日本の俳優である。本名品川 久義（しながわ ひさよし）。海外を柔道行脚した前歴から、日本のサイレント映画の全盛期に現れた「スポーツ俳優」の一人として知られ、現代劇を中心に多く主演した。

## 人物・来歴
1898年（明治31年）3月26日、島根県に生まれる。『日本映画俳優名鑑』の「昭和四年版」（1929年版・1928年発行）および「昭和五年版」（1930年版・1929年発行）には「島根縣の一寒村」に生まれたと記述されている。
長じて東京に移り、旧制・海城中学校（現：海城中学校・高等学校）に進学、同校を卒業後に大阪に移り、関西大学法学部に進学する。同学の柔道部（創部1915年）の主将を務めて活躍、同学卒業後は、3年間にわたり、南洋群島（現在の北マリアナ諸島・パラオ・マーシャル諸島・ミクロネシア連邦の地域）やドイツ・フランス等、各国各地を「柔道行脚」した。
1926年（大正15年）5月、牧野省三に「主演俳優」として招かれて京都に御室撮影所をもつマキノ・プロダクションに入社、同年7月15日・23日に公開された『蛮骨漢』前後篇（監督富沢進郎）に主演して、満28歳で映画界にデビューした。「スポーツ俳優第1号」と呼ばれる鈴木傳明、「陸のスポーツ俳優」こと浅岡信夫、「海のスポーツ俳優」こと広瀬恒美、「和製パール・ホワイト」こと冒険女優・高島愛子、「昭和の鳥人」ことハヤフサヒデト、あるいは大久保謙治、大井正夫らとならび、マキノのスポーツ俳優として、同年8月13日に公開された『奮闘児』（監督富沢進郎）、1928年（昭和3年）7月20日に公開された『鉄血団』（監督川浪良太）等に主演し、人気を博した。牧野省三が総指揮・総監督に乗り出した大作『忠魂義烈 実録忠臣蔵』あるいは『大化新政』では時代劇にも出演し、それぞれ「赤埴源蔵重賢」役、「巨勢徳大臣」役を演じている。
1929年（昭和4年）7月25日、牧野省三が亡くなり、同年9月にマキノ正博を核とした新体制が発表になると、東郷は、嵐冠三郎、荒木忍、南光明、根岸東一郎、谷崎十郎、阪東三右衛門、市川米十郎、市川幡谷、實川芦雁らとともに「俳優部男優」に名を連ねた。その後、新体制下のマキノ・プロダクションは財政が悪化し、1931年（昭和6年）8月、同社の解散とともに退社した。同社での最後の作品は、同年4月3日に公開された主演作『親爺天国』（監督三上良二）であった。同年8月1日から9日間、京都・南座で清川一郎の欧米遠征を送別する『送別柔拳大会』が開かれ、同月3日から「マキノの東郷久義君も審判官として」参加すると報道されている。
同年9月、東亜キネマに入社、等持院にあった京都撮影所に所属し、同年10月8日に公開された『奉天城一番乗』（監督大江秀夫）に主演したが、入社した9月のうちに同社の製作代行会社・東活映画社が設立され、東郷は、この新会社に継続的に入社した。1932年（昭和7年）10月には、東活映画社が解散、翌1933年（昭和3年）1月には同社の前社長・中山貞雄が設立した新会社・日本映画に移籍するが、同年3月には早くも解散、同社があまりにも短命に終わったため、東郷の出演作はなかった。東郷は、同年、東郷久義プロダクションを設立、『桃色ギャング』（監督大庭喜八）を製作・主演した。1934年（昭和9年）末、東京・西巣鴨の大都映画に移籍、数本に主演したが、満37歳になった1935年（昭和10年）5月8日に公開された『最後の勝利者』（監督太田辰三）を最後に、同社を退社し、映画界から去った。
マキノ光雄によれば、戦時中は中華民国河北省天津市（現在の中華人民共和国河北省同市）にある酒場に勤務していたというが、終戦後の消息は伝えられていない。没年不詳。

## フィルモグラフィ

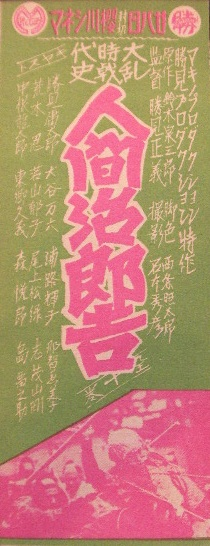
『人間治郎吉』（1927年）公開時のチラシ、「東郷久義」の名が確認できる。図柄は勝見庸太郎ら。

クレジットはすべて「出演」である。公開日の右側には役名、および東京国立近代美術館フィルムセンター (NFC)、マツダ映画社所蔵等の上映用プリントの現存状況についても記す。同センター等に所蔵されていないものは、特に1940年代以前の作品についてはほぼ現存しないフィルムである。資料によってタイトルの異なるものは併記した。

### マキノプロダクション御室撮影所
すべてサイレント映画である。
- 『蛮骨漢 前篇』：総指揮マキノ省三、監督・原案富沢進郎、脚本妹尾利九三、1926年7月15日公開 - 進藤是也（主演）、『蛮骨漢』題の前後篇・62分尺で現存（NFC所蔵[8]）
- 『蛮骨漢 後篇』：総指揮マキノ省三、監督・原案富沢進郎、脚本妹尾利九三、1926年7月23日公開 - 進藤是也（主演）、同上[8]
- 『土塊を焼く町』：監督富沢進郎、原作・脚本北本黎吉、1926年7月30日公開
- 『奮闘児』：監督・原作・脚本富沢進郎、1926年8月13日公開
- 『海の人気者』：監督水野正平、脚本北本黎吉、1926年9月3日公開 - 主演
- 『清河八郎の死』：監督橋本佐一呂、原作河合広始、脚本妹尾利九三、1926年9月10日公開
- 『佐平次捕物帖 新釈紫頭巾 前篇』：総指揮マキノ省三、監督沼田紅緑、原作・脚本寿々喜多呂九平、1926年10月15日公開 - ニセ紫頭巾、武士
- 『青い眼の人形』：総指揮マキノ省三、監督富沢進郎・マキノ正博、原作マキノ正博、脚本久保為義、1926年10月22日公開 - 探偵沖
- 『佐平次捕物帖 新釈紫頭巾 後篇』：総指揮マキノ省三、監督沼田紅緑、原作・脚本寿々喜多呂九平、1926年10月22日公開 - ニセ紫頭巾、武士
- 『闇黒の街』：監督・脚本高見貞衛、原作北藤順一、1926年12月22日公開 - 田島譲介
- 『メリケン物語』：監督・原作富沢進郎、脚本久保為義、1926年12月31日公開 - 大仏（主演）
- 『へらへら武者修業記』（『へらへら武者修行』[6]）：監督富沢進郎、脚本明光寺晃、1927年2月17日公開 - 岩見村の蕃作（主演）
- 『漂泊の人』[5][6]（『漂白の妻』[6]）：監督富沢進郎、原作・脚本久保為義、1927年3月18日公開 - 主演
- 『週間苦行』：監督マキノ正博、原作三木稔、脚本久保為義（・椎名良太[6]）、1927年4月1日公開 - 西郷義之助
- 『新生の妻』：監督高見貞衛、原作岸峯太郎、脚本北本黎吉・北藤順一、1927年4月15日公開 - 魚場の真次
- 『人間治郎吉』：指揮マキノ荘造（マキノ省三）、監督勝見正義、原作鈴木泉三郎、脚本西条照太郎・並木狂太郎（並木鏡太郎）、製作勝見庸太郎プロダクション、配給マキノプロダクション、1927年4月29日公開 - 浪人
- 『学生五人男 発端篇』[5][6]（『学生五人男 発端篇 第一篇』[6]）：監督富沢進郎、原作・脚本八尋不二、1927年5月13日公開 - 主演
- 『学生五人男 爛漫篇』：監督マキノ正博、原作・脚本八尋不二、1927年5月27日公開 - 主演
- 『学生五人男 闘争篇』：監督小石栄一・高見貞衛、原作・脚本八尋不二、1927年6月3日公開 - 主演
- 『学生五人男 恋愛篇』：監督高見貞衛、原作・脚本八尋不二、1927年6月17日公開 - 主演
- 『闇をゆく者』（『闇を行く者』[6]）：監督富沢進郎、原作・脚本八尋不二、1927年8月5日公開
- 『学生五人男 飛躍篇』：監督久保為義・マキノ正博、原作・脚本八尋不二、1927年8月19日公開 - 主演
- 『矢衾』：総指揮マキノ省三、監督金森萬象、原作・脚本寿々喜多呂九平、1927年9月1日公開 - 郎党鬼童武者景虎
- 『黒怪流星』：監督富沢進郎、原作・脚本明光寺昇（明光寺晃）、1927年10月7日公開 - 私立探偵久保田雄三（主演）
- 『孤島の勇者』：監督富沢進郎、脚本明光寺厚麿（明光寺晃）、1927年11月11日公開 - 原作・出演（主演）
- 『八笑人』：監督マキノ正博、脚本・撮影三木稔、1927年12月31日公開 - 呑七
- 『忠魂義烈 実録忠臣蔵』：総指揮・監督マキノ省三、監督補秋篠珊次郎（井上金太郎）、脚本山上伊太郎・西条照太郎、1928年3月14日公開 - 赤埴源蔵重賢、78分尺で現存（NFC所蔵[8]）
- 『旋風児』：監督富沢進郎、原作・脚本寿々喜多呂九平、製作マキノプロダクション名古屋撮影所、1928年4月3日公開 - 主演
- 『鉄血団』（『鉄血團』[8]）：監督・原作・脚本川浪良太、1928年7月20日公開 - 主演、『鉄血團』題・53分尺で現存（NFC所蔵[8]）
- 『白龍踊る 第一篇』（『白竜躍る 第一篇』）：監督・脚本中島宝三、原作吉川莚、1928年8月15日公開
- 『白龍踊る 第二篇』（『白竜躍る 第二篇』）：監督・脚本中島宝三、原作吉川莚、1928年9月7日公開
- 『大学のイーグル 第一篇』：監督川浪良太、原作・脚本寿々喜多呂九平、1928年9月28日公開 - 大学柔道部選手東健次（主演）
- 『大学のイーグル 第二篇』：監督川浪良太、原作・脚本寿々喜多呂九平、1928年12月31日公開 - 主演
- 『隼六剣士 前篇』：監督金森萬象、原作・脚本寿々喜多呂九平、1929年1月5日公開 - 小山田金吾・平宗隆
- 『隼六剣士 後篇』：監督金森萬象、原作・脚本寿々喜多呂九平、1929年1月10日公開 - 小山田金吾・平宗隆
- 『大学のイーグル 第三篇』：監督川浪良太、原作・脚本寿々喜多呂九平、1929年1月20日公開 - 武東健次（主演）
- 『大化新政』：総監督・原案マキノ省三、監督補助二川文太郎・稲葉蛟児・金森萬象・マキノ正博・松田定次・中島宝三・押本七之助・吉野二郎、脚本瀬川與志、1929年3月1日公開 - 巨勢徳大臣
- 『行き違ひ』：監督・原作・脚本川浪良太、1929年3月21日公開
- 『銀座王』：監督三上良二、原作川浪良太、脚本瀬川與志・三上良二、1929年7月5日（6月22日[6]）公開 - 主演
- 『ブルドックボーイ』：監督・原作・脚本川浪良太、1929年9月27日（9月7日[6]）公開 - 主演
- 『西南戦争』：総指揮マキノ省三、監督中島宝三、原作平山蘆江、脚本藤田潤一、1929年10月4日公開 - 渡見十郎太
- 『早慶戦時代』：監督川浪良太、原作斎藤三郎、脚本八田尚之、1929年11月15日（10月26日[6]）公開 - 早稲田応援団長腰間
- 『娘義太夫』：監督人見吉之助、原作・脚本山下与志衛、1929年11月28日（11月8日[6]）公開 - 木戸太郎
- 『風雲児』：監督金森萬象、原作・脚本寿々喜多呂九平、1930年1月24日公開
- 『母校の名誉』：監督・原作・脚本川浪良太、1930年1月31日（1月10日[6]）公開 - 主演
- 『草に祈る』：総指揮マキノ正博、監督三上良二、原作桜井忠温、脚本阪田重則、1930年3月7日（3月8日[6]）公開
- 『常陸丸』：監督・原作・脚本阪田重則、1930年5月1日公開 - 主演
- 『須磨の仇浪』：監督三上良二、原作・脚本根岸東一郎、1930年10月3日（9月27日[6]）公開 - 間島磯夫（主演）
- 『侠骨日記』：監督・原作・脚本三上良二、1930年10月17日公開 - 主演
- 『快男子』：監督柏木一雄、原作・脚本藤田潤一、1930年12月19日（1931年1月15日[6]）公開 - 主演
- 『大学の鉄腕児』：監督・原作柏木一夫（柏木一雄）、脚本仁礼傀太郎、1931年2月6日（2月5日[6]）公開 - 主演
- 『当世五人男 第一発端篇』（『当世五人男 第一篇』[6]）：監督・脚本根岸東一郎、原作村上浪六、1931年2月20日（2月11日[6]）公開 - 主演
- 『当世五人男 黒田健次血戦篇』（『当世五人男 第二篇』[6]）：監督・脚本根岸東一郎、原作村上浪六、1931年3月6日公開 - 主演
- 『不景気大征伐』：監督・原作・脚本三上良二、1931年3月13日公開 - 主演
- 『親爺天国』：監督三上良二、原作・脚本八田尚之、1931年4月3日公開 - 主演

### 東活映画
すべてサイレント映画である。
- 『奉天城一番乗』：監督大江秀夫、原作・脚本桜庭青蘭、製作東亜キネマ京都撮影所、1931年10月8日公開 - 主演
- 『鉄腕書生』：監督井出錦之助、原作・脚本岡鬨夫、1932年1月4日公開 - 主演
- 『暗黒街の英雄』：監督石原英吉、脚本小國狂二、1932年2月14日公開 - 原作・出演（主演）
- 『上海の快男児』：監督石原英吉、原作内田徳司、脚本仁礼槐太郎（仁礼傀太郎）、1932年5月13日公開 - 主演
- 『懐かしの吾が子』（『懐しの吾が子』[6]）：監督石原英吉、原作・脚本桜庭青蘭、1932年6月12日公開 - 主演
- 『稲田一作 前篇』（『稲田一作 空腹の巻』[6]）：監督大庭喜八、原作村上浪六、脚本桜庭青蘭、1932年7月25日公開 - 主演
- 『稲田一作 満腹の巻』：監督大庭喜八、原作村上浪六、脚本桜庭青蘭、1932年7月28日公開 - 主演
- 『埠頭に灯あり』：監督古海卓二、原作・脚本早乙女清、1931年10月31日公開 - 主演
- 『若いマドロス』：監督大庭喜八、原作・脚本桜庭青蘭、1932年製作・公開 - 主演
- 『北満の落花 大和桜』：製作安部辰五郎・若木剛、監督井出錦之助（出で錦之助[6]）、原作・脚本東活文芸部、1932年製作・公開
- 『桃色ギャング』：監督大庭喜八、原作・脚本浅岡吉雄、製作東郷久義プロダクション、配給不明、1933年製作・公開 - 主演

### 大都映画
すべてサイレント映画である。
- 『唸る鉄腕』：監督・原作・脚本太田辰三、1935年1月5日公開 - 主演
- 『都会と山の巨人』：監督・脚本太田辰三、原作松波三郎、1935年1月25日（2月1日[6]）公開 - 主演
- 『就職はしたけれど』：監督太田辰三、原作河合徳三郎、脚本和田敏三、1935年2月21日公開 - 主演
- 『快腕火花を散らして』：監督大江秀夫、原作・脚本外山凡作、1935年3月7日公開 - 主演
- 『最後の勝利者』：監督太田辰三、原作・脚本和田敏三、1935年5月8日公開